# Ivittuut

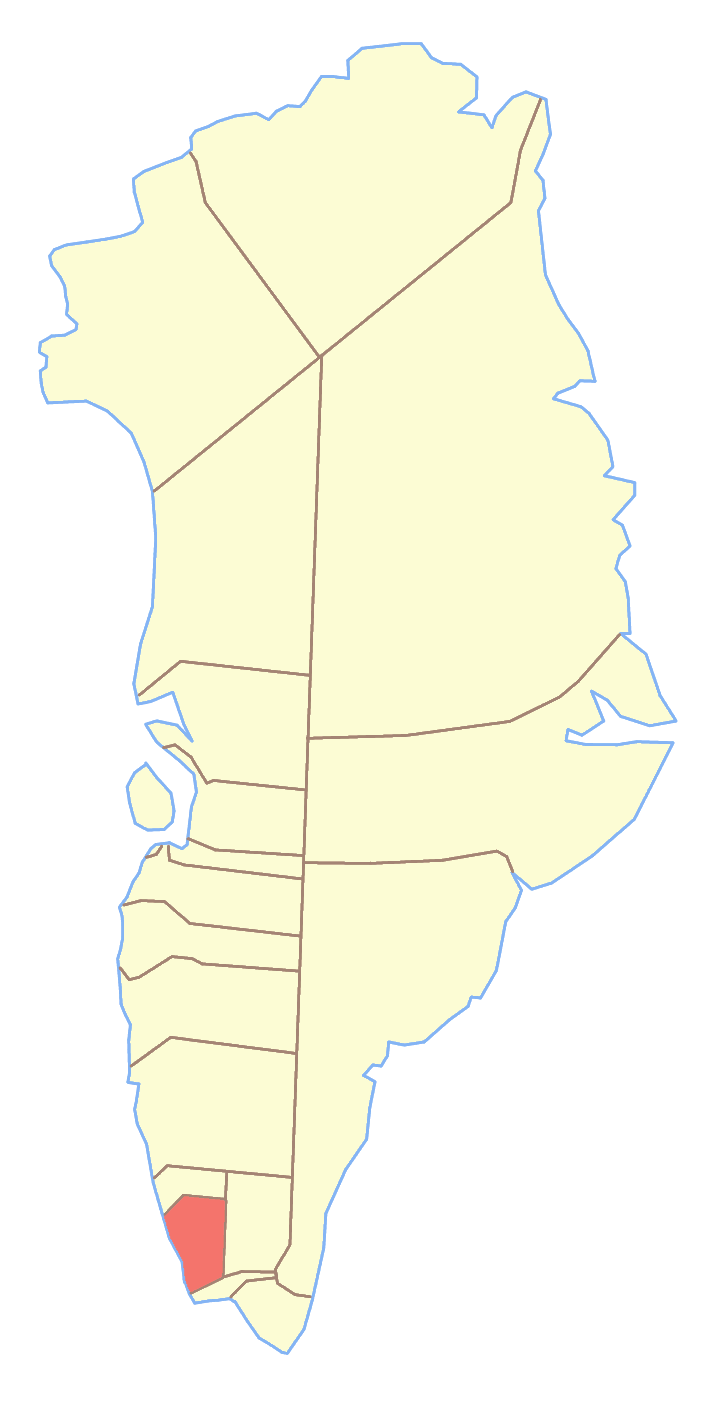
Municipalidad de Ivittuut en Groenlandia.

Ivittuut (antiguamente escrito Ivigtût) ha sido un municipio en el sur de Groenlandia Occidental desde 1951. Con un área de apenas 100 km² (600 km² según otras fuentes), es el municipio más pequeño de Groenlandia, limítrofe con el municipio de Narsaq al norte, este, y sur, y al oeste con el mar de Labrador. Está en la costa de fiordo de Arsuk. Debido a su pequeño tamaño, el territorio total del municipio está libre de hielo, ya que la hoja de hielo de Groenlandia no se extiende hasta ahí. 
Ivittuut fue fundado como un pueblo minero. En 1806, se encontró criolita en el área, y se empezó a explotar en 1865. Los depósitos minerales fueron agotados sobre 1987, y el pueblo perdió su base económica. En la actualidad, el pueblo de Ivittuut está abandonado, y el único asentamiento permanente del municipio es la base naval de Kangilinnguit (Grønnedal). El municipio sólo existe en el papel y puede que sea absorbido por Narsaq en el futuro. 
Kangilinnguit, la sede naval danesa en Groenlandia, se estableció en origen para proteger la importante mina de criolita de Ivittuut.